# Raoul Riesen
Pour les articles homonymes, voir Riesen.
Raoul Riesen est un journaliste suisse né en 1932 et décédé en 2000. Connu pour ses chroniques satiriques et humoristiques sous le pseudonyme du « Renquilleur » puis « Le Furet », il fut l'une des attractions du journal La Suisse. Après la disparition du journal, il officiera au Journal de Genève et enfin à La Tribune de Genève. 

## Biographie
Raoul Riesen est né en 1932. Après un apprentissage de cuisinier, il effectue un tour de monde durant lequel il commence à livrer ses premiers reportages.
À l’âge de 28 ans, il est engagé par La Suisse, à Genève. Il y publie sous le pseudonyme du « Renquilleur » (le renquilleur est la personne qui relève les quilles au jeu de boules) un billet quotidien humoristique et satirique sur l'actualité qui le rendra célèbre et participera à la renommée du journal ,.
Il y crée ensuite une rubrique faite de petites informations oubliées et signée « Le Furet », illustrées par le graphiste Manuel Pascual. Il publie également une chronique gastronomique sous un autre pseudonyme « Les Frères Max ».
Dans les années 1990, Raoul Riesen apparaît à la télévision (Télévision suisse romande) dans l'émission Le Fond de la corbeille.
Après la disparition du quotidien La Suisse, il donne ses billets humoristiques au Journal de Genève puis achève sa carrière journalistique à La Tribune de Genève,.
Il meurt le 4 avril 2000.